# عبد الرازق الناظوري
عبد الرازق حسين جمعة الناظوري  رئيسُ أركان القوات المسلحة الليبية منذ 24 أغسطس 2014  بتعيين من مجلس النواب الليبي في 24 أغسطس 2014.